# 飛越謎情
飛越謎情（英文：The Enigma of Love）是導演黃靖華在1993年拍摄的電影，由張學友、張曼玉、林俊賢、瑪利亞主演。

## 劇情
Jackie是香港最出名嘅男妓和妓院的負責人。掃黃組林Sir尝试無數次突然搜查Jackie的男妓院，但每次都失敗。新来的兩位女警員，桂花蚌和Tammy，在Jackie旅行時成功打擊妓院。后来Jackie為了報仇，假扮患絕症的藝術家来戲弄Tammy的感情。但是Jackie后来愛上了Tammy，所以決定在Tammy生日时向他表白，他是一個男妓，Tammy不能接受他的欺騙，所以拒絕Jackie。林Sir在这个時候向Tammy表白他的愛，但也被Tammy拒絕了。因為被拒絕，林Sir極度暴躁并想殺害Jackie，但Jackie和Tammy最後排除萬難，重投愛河。

## 演員
| 演員   | 角色            | 身份/關係 | 粵語配音 |
| ------ | --------------- | --------- | -------- |
| 張學友 | Jackie          | 男妓      | 張學友   |
| 張曼玉 | Madam張 / Tammy | 女警      | 曾慶珏   |
| 林俊賢 | 林Sir / David   | 男警      | 陳欣     |
| 瑪利亞 | 桂花蚌          | 女警      |          |
| 黃柏文 | 王Sir           | 警官      | 盧雄     |
| 林漪娸 | Cat             | 富有太太  |          |